# 13’s Reborn
13’s Reborn – debiutancki album zespołu Girugamesh wydany 27 września 2006 roku.

## Lista utworów
Dysk pierwszy (CD)
| Nr  | Tytuł                           | Czas |
| --- | ------------------------------- | ---- |
| 1.  | "13"                            | 1:04 |
| 2.  | "Jarring Fly"                   | 3:37 |
| 3.  | "Shadan" (遮断)                 | 3:35 |
| 4.  | "Mouja no Koushin" (亡者ノ行進) | 3:35 |
| 5.  | "Aimai na Mikaku" (曖昧な味覚)  | 4:02 |
| 6.  | "Robust Conviction"             | 4:20 |
| 7.  | "Ame to Fukousha" (雨と不幸者)  | 4:53 |
| 8.  | "Furubita Shashin" (古びた写真) | 3:25 |
| 9.  | "Deceived Mad Pain"             | 3:55 |
| 10. | "Fukai no Yami" (腐界の闇)      | 4:07 |
| 11. | "Owari to Mirai" (終わりと未来) | 4:09 |
| 12. | "Kaisen Sengen" (開戦宣言)      | 4:04 |

Dysk drugi (DVD, limitowana edycja)
| Nr | Tytuł                           |  |
| -- | ------------------------------- |  |
| 1. | "Kaisen Sengen" (開戦宣言)      |  |
| 2. | "Owari to Mirai" (終わりと未来) |  |

## Artyści
- Satoshi – wokal
- Shuu – gitara
- Nii – gitara basowa
- Яyo – perkusja